# Vignacourt British Cemetery
Vignacourt British Cemetery is een Britse militaire begraafplaats met gesneuvelden uit de Eerste en Tweede Wereldoorlog, gelegen in de Franse gemeente Vignacourt (departement Somme).
De begraafplaats werd ontworpen door Reginald Blomfield en ligt aan de Chemin de Capron op 750 m ten oosten van het centrum van Vignacourt (Église Saint-Firmin).
Ze heeft een trapeziumvormig grondplan met een oppervlakte van ruim 2.190 m². Het vierkantig toegangsgebouw en de aansluitende muur aan de straatzijde zijn opgebouwd met witte stenen blokken. De overige muren bestaan uit ruwe natuursteen. In een lichte uitstulping van de noordoostelijke muur staat de Stone of Remembrance en het Cross of Sacrifice staat bij de achterste muur.
Centraal tegen de zuidwestelijke muur staat een monument, geschonken door de gemeente ter ere van de Britse slachtoffers. Het stelt een Franse soldaat voor op een sokkel met het opschrift: Freres D'armes de L'Armee Britannique, tombes au Champ D'Honneur, dormez en paix. Nous veillons sur vous. (Wapenbroeders van het Britse leger, gevallen op het ereveld, rust in vrede; wij waken over u.)
Er liggen 583 slachtoffers uit de Eerste Wereldoorlog en 2 uit de Tweede Wereldoorlog begraven.

## Geschiedenis
Bij het begin van de Duitse opmars in maart 1918, bevonden de 20th en de 61st Casualty Clearing Stations en het hoofdkwartier van de squadrons van de Royal Air Force zich in Vignacourt. 
De begraafplaats werd in april 1918 aangelegd en in augustus gesloten. De vele graven weerspiegelen de wanhopige strijd van de Australische troepen tijdens de Slag bij Amiens. Na de wapenstilstand werden nog zes slachtoffers, die tussen oktober 1915 en maart 1918 op de gemeentelijke begraafplaats werden begraven, naar hier overgebracht. 
Er liggen 424 Australiërs, 147 Britten, 11 Canadezen en 1 Indiër uit de Eerste Wereldoorlog en 2 Britten uit de Tweede Wereldoorlog begraven. 

## Graven
- Cyrille Knockaert was soldaat bij de Australian Infantry, A.I.F.. Hij werd geboren in Nieuwpoort (België) op 20 november 1893 en emigreerde naar Australië. In 1915 nam hij dienst in het leger aldaar en sneuvelde op 11 augustus 1918 aan het front in Amiens.

### Onderscheiden militairen
- David Emmett Coyne, sergeant bij de Australian Infantry, A. I. F. werd onderscheiden met de Albert Medal (AM) .
- James Charles Jack, majoor bij de Royal Field Artillery werd onderscheiden de Distinguished Service Order en tweemaal met het Military Cross (DSO, MC and Bar).
- James Beverley Metcalfe, majoor bij het Australian Army Medical Corps werd onderscheiden met de Distinguished Service Order en het Military Cross (DSO, MC).
- majoor Charles Dawson Booker en kapitein Charles Roger Lupton (beide dienend bij de Royal Air Force) werden onderscheiden met het Distinguished Service Cross (DSC).
- luitenant Richard Cornish, compagnie sergeant-majoor Alfred Oswald en de korporaals Patrick Brennan en Victor Leslie Lancaster (allen dienend bij de Australian Infantry, A.I.F.) werden onderscheiden met de Distinguished Conduct Medal (DCM).
- kapitein George Meysey-Hammond (Australian Infantry, A.I.F.) werd tweemaal onderscheiden met het Military Cross en met de Military Medal (MC and Bar, MM).
- Archibald Sherbrooke Knott, onderluitenant bij het Royal Berkshire Regiment werd tweemaal onderscheiden met het Military Cross (MC and Bar).
- majoor Justin Charles Willis (Royal Engineers), de kapiteins Aubrey Mellish Bray (Royal Berkshire Regiment), David Russell Baxter en Reginald Outhwaite (beide van de Australian Infantry, A.I.F.), de luitenants Walter James Clasper (Australian Machine Gun Corps), Roy James Fitzgerald (Royal Air Force), Frederick Peter Hughes (Royal Engineers), William Thompson, Leslie Norman Larnach, Herbert Fraser Morrison en Lancelot Joseph Wollard Payne (Australian Infantry, A.I.F.), de onderluitenants James Ernest Robert Rayner (Royal Field Artillery) en Adam Bruce MacKay (Australian Infantry, A.I.F.) werden onderscheiden met het Military Cross (MC).
- John William Cumberland, sergeant bij de Australian Infantry, A.I.F. werd onderscheiden met de Meritorious Service Medal (MSM).
- nog 13 militairen werden onderscheiden met de Military Medal (MM).

### Aliassen
Vier militairen dienden onder een alias:
- kapitein George Meysey-Hammond als G.M. Hammond bij de Australian Infantry, A.I.F..
- soldaat F. Williams als F. Caplan bij de Canadian Infantry.
- soldaat Alexander Chase als Ernest John Anderson bij de Australian Infantry, A.I.F.
- soldaat Stephen Barham als J. Reeves bij de Australian Infantry, A.I.F..